# 爱德华·安德拉德
爱德华·内维尔·达·科斯塔·安德拉德爵士（英語：Edward Neville da Costa Andrade，1890年4月11日—1974年9月25日）是一位英国物理学家、作家和诗人，知名于与欧内斯特·卢瑟福一起确定了伽马射线的波长，证明其能量远高于X射线，1935年当选英国皇家学会会士。